# Carmen on Ice
Pour plus de détails, voir Fiche technique et Distribution.
Carmen on Ice est un téléfilm allemand réalisé par Horant H. Hohlfeld, produit par Thomas Bürger, sorti en 1990, avec dans le rôle principal la patineuse championne olympique Katarina Witt. L'intrique et la musique sont basées sur le célèbre opéra Carmen de Georges Bizet, dans une version orchestrale arrangée spécialement pour le film. Contrairement à d'autres films du genre, il est sans dialogues, et innove dans le domaine du patinage artistique.

## Fiche technique
- Réalisation : Horant H. Hohlfeld
- Producteur : Thomas Bürger
- Genre : Danse sur glace
- Photographie : Klaus König
- Musique : Georges Bizet
- Arrangements : Bert Grund

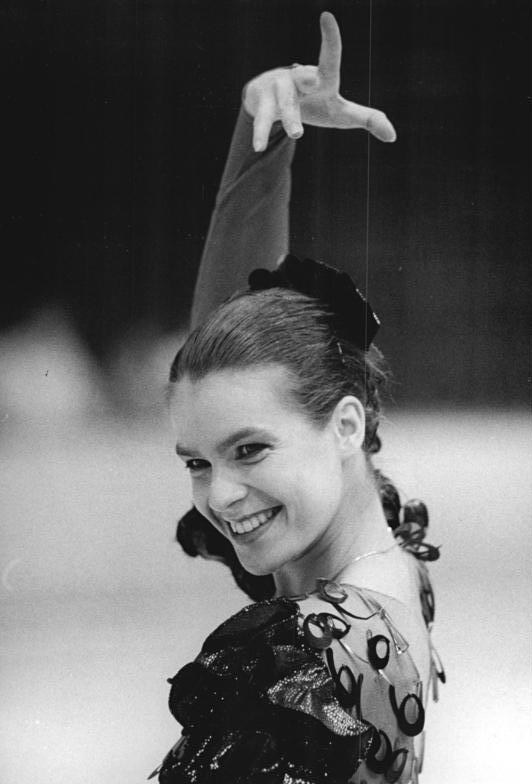
Katarina Witt dans le rôle de Carmen

- Chorégraphies : Sandra Bezic et Michael Seibert
- Distributeur : Vegas Film
- Durée : 76 minutes
- Date de sortie : 8 février 1990

## Distribution
- Katarina Witt : Carmen
- Brian Boitano : Don José
- Brian Orser : Escamillo

## Contexte et tournage
Carmen on Ice a été tourné en Espagne et en Allemagne, des habitants de Séville et de Berlin ont participé en tant que figurants. Katarina Witt qui tient le rôle principal, vient de gagner son second titre olympique lors des Jeux de Calgary, avec un programme libre basé sur Carmen. Le film est une version étendue de son programme olympique. Brian Boitano qui joue le rôle de Don José, devient champion olympique la même année, et  Brian Orser, médaille d'argent en 1988 joue le rôle d'Escamillo. Les chorégraphies sont inspirées d'éléments de ballet et de flamenco. Le film est sorti quelques semaines après la chute du mur de Berlin et quelques mois avant la fin de la RDA.

## Distinctions
Les trois patineurs remportent un Primetime Emmy Award pour ce film en 1990,.